# جس استون: عبور شب
جس استون: گذر از شب (انگلیسی: Jesse Stone: Night Passage) یک فیلم درام، جنایی و معمایی محصول سال ۲۰۰۶ آمریکا به کارگردانی رابرت هارمون با بازی تام سلک، سال روبینک و وایولا دیویس است. این فیلم بر اساس رمان سال ۱۹۹۷ بنام گذر از شب نوشته رابرت بی. پارکر - اولین رمان از مجموعه جس استون - دربارهٔ یک کارآگاه قتل سابق لس آنجلس است که به عنوان رئیس پلیس یک شهر کوچک نیو انگلند استخدام می‌شود و یک سری اسرار این داستان که در لوکیشنی در نوا اسکوشیا فیلمبرداری شده‌است، داستان در شهر ساختگی پارادایس، ماساچوست می‌گذرد. جس استون: گذر شب دومین فیلم از مجموعه نه فیلم تلویزیونی است که بر اساس رمان‌های جس استون اثر پارکر ساخته شده‌است. این فیلم برای اولین بار در ۱۵ ژانویه ۲۰۰۶ در شبکه تلویزیونی سی‌بی‌اس پخش شد.

## بازیگران
- تام سلک
- سال روبینک
- ویولا دیویس
- پالی شنون
- مایک استار
- بریت رابرتسون